# Bệnh viện Sant Pau
Bệnh viện Sant Pau (phát âm tiếng Catalunya: [uspiˈtal də lə ˈsantə ˈkɾɛw i ˈsam ˈpaw], tiếng Anh: Bệnh viện Thánh giá và Thánh Phaolô) là một bệnh viện cũ nằm ở El Guinardó, Barcelona, vùng Catalonia, Tây Ban Nha. Đây là một quần thể các tòa nhà được xây dựng từ năm 1901 tới năm 1930 được thiết kế bởi kiến trúc sư người Catalonia Lluís Domènech i Montaner thiết kế. Cùng với Cung Âm nhạc Catalan thì bệnh viện này đã được UNESCO công nhận là di sản thế giới từ năm 1997.
Nó vẫn hoạt động như là một bệnh viện thông thường cho đến tháng 6 năm 2009 khi bệnh viện mới mở bên cạnh, bệnh viện Sant Pau được tiến hành trùng tu để sử dụng làm bảo tàng và trung tâm văn hóa chính thức được khánh thành vào năm 2014.

## Lịch sử
Bệnh viện hiện tại có 26 tòa nhà có niên đại từ đầu thế kỷ 20 nhưng phần còn lại được gọi là Santa Creu (phần còn sót lại của tên gọi bệnh viện Sant Pau) được thành lập vào năm 1401 sau khi sáp nhập 6 bệnh viện nhỏ thời Trung Cổ. Tòa nhà cũ của bệnh viện gần trung tâm thành phố Barcelona có niên đại từ thế kỷ 15 hiện có một trường nghệ thuật và Thư viện quốc gia Catalunya. Năm 1991, bệnh viện này đã được Generalitat de Catalunya (Chính phủ Catalonia) tặng thưởng huân chương "Creu de Sant Jordi" (Thập tự thánh Jordi).